# General Pinedo

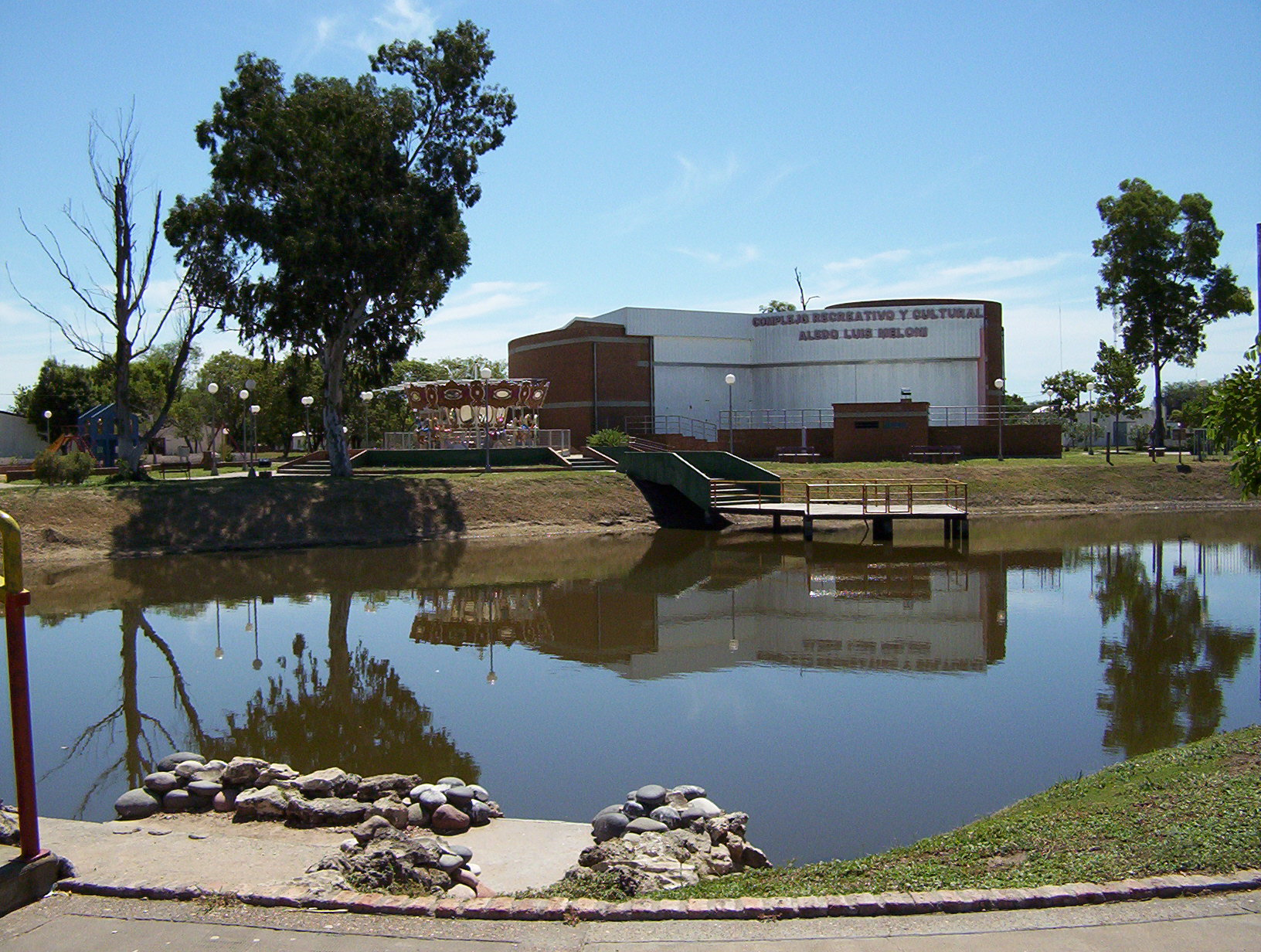
Complejo Aledo Meloni en General Pinedo.

General Pinedo es una localidad y municipio argentino ubicada en el sudoeste de la provincia del Chaco en el departamento Doce de Octubre del que es cabecera.
Fue creada el 25 de mayo de 1912; institucionalmente tiene categoría segunda y no posee Carta Orgánica. Según el censo argentino de 2001 la población urbana alcanza los 15 741 habitantes, de los cuales 11 332 habitan en el ejido del pueblo. El censo de 2010 contabilizó 22 225 habitantes, 6484 más que en 2001.
Dentro del ejido municipal se hallan las localidades de Mesón de Fierro y Pampa Landriel.

## Historia
La localidad de General Pinedo surge a partir de la estación de Ferrocarril Belgrano (después de 1948) que uniría Añatuya con Avia Terai. En 1912 el ferrocarril llega hasta General Pinedo desde Añatuya, desde donde se prosiguió su tendido hasta la localidad de Avia Terai.
Por Decreto del Poder Ejecutivo Nacional del 19 de mayo de 1904 el Chaco fue dividido políticamente en seis departamentos y la Región Sudoeste correspondía al departamento Caaguazú.
El 1 de julio de 1953 la ex – Cámara de Representantes aprobó una nueva división política del Chaco con 24 partidos correspondiendo la Región Sudoeste al Departamento 12 de abril con cabecera en General Pinedo y una vasta extensión territorial. Tras la Revolución de 16 de septiembre de 1955, con fecha 23 del mismo mes, el Gobernador del Chaco, el teniente coronel Rodrigo Uncal, firmó un decreto disponiendo el cambio de nombres de algunos departamentos, y fue así que toma su nombre definitivo "Doce de Octubre".
Actualmente la ciudad cuenta con una plaza central, ubicada en la zona urbana por calle 12, la cual abarca una manzana entera y a sus alrededores se encuentran la extensión aúlica UNNE General Pinedo, la iglesia "Inmaculada Concepción", el Colegio Público de gestión privada UEGP n.º 32 "Nuestra Señora Del Carmen"; La Escuela de Educación Primaria n.º 387 "Alba Isabel Tejeda Favaron" y el Colegio Secundario Público "EES n.º 8" e Instituto de Nivel Superior "Mercedes Lamberti De Parra".
Por otra parte, a lo largo de estos últimos años se fueron inaugurando varias plazoletas centradas en diferentes puntos de esta localidad. En calle 16 está ubicada la plazoleta de la Madre, cerca de la misma está situado el Jardín De Infantes n.º 81 "Luis Agote"; frente a esta, se encuentra la plazoleta del Agricultor. Algunos metros más adelante, está la plazoleta de la mujer. Detrás de las mimas, se encuentra ubicada la plazoleta del Ferrocarril, al frente se halla el Sanatorio y una farmacia. En la misma dirección a siete cuadras está presente la plazoleta del Maestro. Unas cuadras más adelante, se localiza la plazoleta del Deportista. 
Asimismo, estas plazoletas se inauguraron durante la gestión del intendente Juan Antonio Reschini, siendo la plaza del deportista la última en inaugurarse en 2013. En cada una de ellas, se pueden apreciar sus esculturas con características propias que las distinguen.

## Símbolos

### Bandera
Fue diseñada por Lucas Rosalez en un concurso público abierto. Elegida por jurado y presentada a la comunidad el 25 de mayo de 2011.
Significado de los colores y elementos que la componen
El azul, en distintas tonalidades representa el cielo de General Pinedo. Los colores fuertes marcan presencia y crecimiento cultural en la sociedad pinedense.
El blanco del algodón, principal producción de la provincia y de esta parte del sudoeste del Chaco. En el corazón del emblema, se monta dos letras que exponen las iniciales del nombre de la ciudad, similares a las que posee el escudo de Pinedo, en homenaje a una de las insignias que identifica a la sociedad pinedense y que se instaló en el imaginario colectivo de cada uno de los que habitan esta tierra.
El color amarillo en las letras, revela la iluminación del sol renaciente, y el rojo del contorno de cada letra, denota la fuerza del progreso de un pueblo que se afianzó con el correr de los años. Es el mismo amarillo de las enormes locomotoras que transitaron las vías del ferrocarril, para traer el futuro. Las 10 estrellas que escoltan las letras centrales, simbolizan diez décadas de la localidad constituyendo los cien años que presagia esta gloriosa tierra. El color en degrade simboliza el crecimiento, no sólo del pueblo sino de la sociedad toda.
El color verde de los campos chaqueños en franjas de distintas tonalidades, encarnan la fortaleza y la consolidación de la producción en esta parte de la provincia. Verde es esperanza y juventud, representada en la continua y progresiva participación de los jóvenes en la cotidianeidad de la comunidad.

### Escudo
Forma: cuadrilongo, cortado desigual en ángulo, filiera de sable, timbrado.
Trae en el cuartel superior sobre tapiz de oro las letras GP de sable estilizadas de forma simétrica con botón de gules y forro de sable entre las barras superiores.
Trae en el segundo cuartel sobre tapiz de oro a la diestra una rueda dentada de sable sobre correa de lo mismo y debajo dos copos de algodón de plata y sinople de diferente tamaño, una chimenea humeante de su color cargada con cuatro líneas verticales y dibujos de sable entre ellas, a la siniestra catorce líneas verticales de sable cargadas con un lema toponímico de letras capitales de sable.
Ornamentos: como timbre un trapecio partido de sable y fondo de plata; debajo de la punta otra figura geométrica bordes de sable y con siete fajas verticales gruesas de sable que separan ocho de oro unida al blasón por tres rectángulos de plata (gris).
Dos ramos foliados de sinople con prolongaciones lineales de sable y tallos de su color rodean al blasón en corona abierta cruzados por lo bajo unidos por una cinta terciada en faja de azur celeste y plata en gran moño simple,
Por fuera del mismo encima del timbre y debajo del moño lemas toponímicos de letras capitales de sable.
Simbología
La obra representa en su conjunto la imagen de una locomotora de frente en colores amarillo y negro como homenaje al desarrollo de la población, en primer plano las iniciales GP estilizadas, simétricas, debajo alusión a sus riquezas agro-forestales y su pasado indígena.
La inscripción superior "Minicipalidad de General Pinedo", la inferior "Provincia del Chaco" y la del escudo "Departamento 12 de octubre" por sí solas describen su ubicación y pertenencia

## Educación
La Universidad Nacional del Nordeste y el "Polo de Desarrollo Educativo de General Pinedo" tienen ofertas de carreras universitarias como: 
- Abogacía y Notariado.
- Informática Aplicada.
- Licenciatura en Kinesiología y Fisiatría.
- Contador Público.
- Nivel Inicial: Profesorado y Licenciatura en Educación Inicial

General Pinedo cuenta también con las diferentes ofertas educativas que ofrece el Instituto de Nivel Terciario "Mercedes Lamberti de Parra", institución que posee una amplia trayectoria en la localidad y que actualmente ofrece las siguientes carreras:
- Profesorado para la educación Secundaria en Matemática.
- Profesorado para la Educación Secundaria en Biología.
- Profesorado para la Educación Secundaria en Física.

+Profesorado Superior en Artes Visuales.
Profesorado para la Educación Primaria 
Profesorado Modalidad Técnica en concurrencia con título de base.
Biblioteca Pública Popular Elba Ezquer de Quevedo
En l1960, en la celebración del Sesquicentenario de la Revolución de Mayo, Elba Victoria Fanny Lucrecia Ezquer de Quevedo, funda la biblioteca pública comenzando la misma con una donación de fondos propios. En 1964 se instala la biblioteca en un inmueble cedido por Emilio Vildósola. En 1971 se convierte en biblioteca escolar del Bachillerato n.º 8 «José Manuel Estrada». En 1978 se construye, en terrenos cedidos por la Cámara de Comercio, un edificio destinado a sede de la misma. En 1995 se crea la Asociación Amigos de la Biblioteca y se logra la protección de CONABIP.

## Salud
La localidad cuenta con un hospital "Doctor Isaac Waisman". Cuenta con 13 médicos, 120 trabajadores y 16 vectores, y con cuatro puestos sanitarios.

## Entidades públicas y asistenciales
- Residencia Juvenil "Hogar corazón de María" creada por las "Hermanas Misioneras Esclavas del Inmaculado Corazón de María" en 1966. En 2001 llega una nueva congregación: "Vírgenes Consagradas", quienes deciden retomar el trabajo con adolescentes provenientes de zonas rurales.

- Hogar de Ancianos "San José": en 1983 por iniciativa y convocatoria del entonces Comisionado Municipal, Fausto Fidel Petray. Se inauguró 8 de diciembre de 1991.

- C.I.F.N. n.º 28 "Héctor Oscar Piva": fue gestado por la idea creativa y solidaria de la comisión "Por el corazón de Héctor Oscar Piva", está ubicado en la zona noroeste del barrio El Ceibo, fue inaugurado el 8 de diciembre de 1991, siendo su primer director el Fausto Fidel Petray. Este centro comienza a funcionar como semi internación, brindando asistencia alimentaria a niños de ambos sexos provenientes de familias de escasos recursos y cumpliendo tareas de promoción a través de actividades del menor y su familia.

- Hogar Mi Casita: la Institución se inicia en enero del 2009, con un convenio del Municipio de General Pinedo y la Dirección de Niñez, Adolescencia y Familia, dependiente del Ministerio de Desarrollo Social y Derechos Humanos, donde se determina que se brindara asistencia a mamas de 13 a 21 años que se encuentren en situación de riesgo.

## Puntos importantes

### Terminal de Ómnibus
Ubicada en Calle 2 (Leandro N. Alem) entre 11 y 13, alberga cinco espacios para los colectivos que ingresan en ella. Posee una confitería a la que se la conoce como La Terminal.

### Antena de Comunicaciones
Se encuentra en Calle 7 Esquina 16. Mide unos 80 metros por lo que es el punto más alto del lugar. Se ha convertido en un punto de protesta y reivindicación. Es el punto más alto del lugar seguido de los silos de la Unión Agrícola Avellaneda y la torre de agua de SAMEEP.

### Complejo Recreativo y Cultural Aledo Luis Meloni
Anfiteatro del pueblo que incluye un pequeño parque de diversiones para los niños. Es el centro de atención del pueblo y la zona, es usado para actos y ceremonias de todo tipo, así como para la realización de eventos culturales. Tiene una laguna con un muelle y, del otro lado, un estanque de piedras. 

### Cadena de Plazoletas
Plazoletas creadas con el fin de recreación. Se ubican en las calles 5 y 7, por encima de ellas pasan las vías del tren. La primera fue la Plazoleta de la Madre ubicada en calle 5 entre 12 y 14 la que fue construida e inaugurada en 2008. Un año más tarde se inauguraron la Plazoleta del Ferroviario, en la que se puede admirar la locomotora "La Morocha" en la que llegaron las familias fundadoras de la localidad y la Plazoleta del Agricultor, a la derecha de la Plazoleta de la Madre, en honor a la agricultura, antiguo motor económico de la zona, en 2010 se inauguró la Plazoleta del Carnaval en la calle 5 entre 8 y 6, en honor al carnaval, en 2011 la Plazoleta del Maestro donde se admira la educación y la cultura. Por último, en 2013 se abrió las puertas de la Plazoleta del Deporte, ubicada detrás del corsódromo y la Plazoleta del carnaval, esta destaca por su sendero y sus aparatos de gimnasia, es la más visitada del lugar y es una gran atención en las noches de los corsos. En 2015 se inaugura la Plazoleta de los Niños, que posee juegos hasta para personas de diferentes capacidades y es una de las más visitadas en tan poco tiempo.

### Parque Solar
En 2024 se anunció la instalación del Parque Solar Fotovoltaico La Corzuela, de MSU Argentina, con 68.900 paneles y 40 MW de capacidad.

## Actividades culturales

### Corsos pinedenses
Se realizan anualmente desde 1996 como iniciativa de algunos barrios, y fueron creciendo desde entonces. Las comparsas cuentan con el apoyo económico y organizativo de la Municipalidad de General Pinedo, siendo el único evento de este tipo en el sudoeste chaqueño. El corsódromo está en la calle 5 entre 4 y 8. Estas son las comparsas
| Alegría       | 0 título (s) |
| Arco-iris     | 0 título (s) |
| Bahía         | 0 título (s) |
| Carioca       | 7 título (s) |
| Fantasía      | 6 título (s) |
| Malacampar    | 0 título (s) |
| Sol de Verano | 1 título (s) |
| Yalovera      | 9 título (s) |

### Aniversario de la fundación
Mayo es sin lugar a dudas el mes más significativo para esta comunidad. A lo largo de este mes se realizan innumerables actividades culturales, concentrando en esa semana: la elección de "La Reina de la localidad", entrega de "Menciones a Profesionales Universitarios hijos de esta comunidad" que una vez obtenido su título vuelven a su terruño natal, Acto de Aniversario con la participación en un desfile cívico - alegórico de todas las instituciones del medio. Show musical popular y gratuito con figuras de nivel nacional.

### Feria Artesanal "Manos a la Obra"
Surgió como iniciativa de la U.E.P. n.º 32 "Nuestra Señora del Carmen", cuenta con el apoyo de la Subsecretaría de Cultura y del Municipio. El evento ser realiza durante tres días en la Plaza Central en el mes de agosto, congregando Artesanos locales y de toda la región, como también escultores de renombre de la provincia. Se aprovecha la oportunidad para realizar charlas y talleres pedagógicos con los alumnos de todas las Instituciones Educativas del medio.

### Encuentros de escuelas folclóricas y de danzas para adultos
Estos dos eventos están organizados por la Escuela de Folclore "José Hernández" con la colaboración de la Subsecretaría de Cultura de General Pinedo. Se llevan a cabo en los meses de septiembre. En ellos se concentran escuelas de folclore de diversas localidades del Chaco y de otras provincias. Se realiza en el Complejo Recreativo y Cultural "Aledo Luis Meloni" durante dos fines de semana en los cuales se puede apreciar el arte de la danza en sus más variadas metodologías.

### Fiesta provincial de la soja
Está organizada por la Comisión Permanente de la Fiesta Provincial de la Soja. Se realiza entre los meses de septiembre y octubre. Durante tres días se organizan actividades destinadas al productor sojero como Charlas - Muestras Estáticas y para el público en general exposición artesanales, demostrando con productos elaborados de la soja. Se realiza la elección de Miss Sojita y de la Reina Provincial de la Soja como también en cada una de las noches de la fiesta, espectáculos musicales con figuras de renombre. Esta Fiesta es sin fines de lucro, y le da la participación a todas las Instituciones del Medio.

### Banda municipal de música
Gracias al esfuerzo puesto de manifiesto por el intendente de ese momento, el Sr. Raúl Echarri, la Banda de Música dio sus primeros pasos a mediados del año 1993, realizando su primera presentación a la sociedad el 25 de mayo de 1994. En sus inicios era conducida por el Profesor Daniel Berndt y contaba con una amplia variedad de Instrumentos Musicales y Uniformes flamantes. La Banda de Música realizó presentaciones en varias provincias argentinas (Córdoba, La Pampa, Buenos Aires, etc), llegando a tocar en la Casa Rosada, en el Teatro Colón y en ATC, contando con el apoyo del público local, logrando el éxito musical de la banda y dejando en alto a la ciudad de General Pinedo. Con el transcurso de los años y debido a las graves crisis económicas por las que atravesó la Argentina, la Banda se vio afectada. Hace tres años la Banda cae en un programa de incentivo, con una importante inversión económica en instrumentos musicales.

### Fiesta patronal
El 8 de diciembre se celebra el día de la Patrona de General Pinedo, la "Inmaculada Concepción de María", con importantes eventos religiosos y artísticos.

### Feria del Libro
Una Feria en la que organizan la Municipalidad de General Pinedo y las librerías Moraxa y Amautta de Charata.

### Expo-Tuning
Desde 2011 en adelante la Municipalidad organiza la Expo-Tuning en varios lugares públicos, es una fiesta con autos modificados que provienen de diversos lugares del país.

## Clubes
Hay 7 instituciones deportivas en la localidad, más 2 clubes barriales de fútbol.
| Equipo                                  | Deporte              | Fundación |
| --------------------------------------- | -------------------- | --------- |
| Asociación Club Atlético Pinedo Central | Básquet/Vóley/Bochas | 1914      |
| Chelsea Atlético Club                   | Fútbol               |           |
| Club Atlético Atalaya                   | Fútbol               | 1937      |
| Club La Federación                      | Fútbol               |           |
| Club Atlético Ferrocarriles del Estado  | Fútbol/Básquet/Otros | 1944      |
| Club Atlético Unión                     | Fútbol               |           |
| Club Dirigencia Unión Ferroviaria       | Fútbol               | 2014      |
| Club La Montaraz de Caza y Tiro         | Caza y Tiro/vóley    |           |
| Club Sportivo Olimpo                    | Fútbol               |           |

## Población
Su población era de 11,332 habitantes (Indec, 2001), lo que representa un crecimiento del 52,8% frente a los 7,415 habitantes (Indec, 1991) del censo anterior. En el municipio el total ascendía a los 15,741 habitantes (Indec, 2001).

## Vías de comunicación
La principal vía de comunicación es la Ruta Nacional 89, que la vincula por asfalto al oeste con Gancedo y la Provincia de Santiago del Estero, y al nordeste con Charata y la Ruta Nacional 16. A su vez la Ruta Provincial 5 la vincula también por asfalto al sur con Hermoso Campo y la Provincia de Santa Fe. La Ruta Provincial 13 finalmente la vincula por un camino de tierra al sudeste con Villa Ángela y la Ruta Nacional 11.
Cuenta con la Estación General Pinedo del ferrocarril General Belgrano. Por sus vías se efectúa diariamente un servicio de pasajeros entre Chorotis y Presidencia Roque Sáenz Peña a cargo de la empresa estatal Trenes Argentinos Operaciones.

## Religión

### Parroquias de la Iglesia Católica
| Diócesis  | San Roque de Presidencia Roque Sáenz Peña |
| --------- | ----------------------------------------- |
| Parroquia | Inmaculada Concepción                     |